# Ільєнков Олександр Іванович
Олександр Іванович Ільєнков (13 травня 1937, село Любимівка, тепер Дубровського району Брянської області, Російська Федерація — 14 лютого 2010, місто Москва, Російська Федерація) — радянський державний діяч, 1-й секретар Тверського обласного комітету КПРС, голова Калінінського облвиконкому. Член ЦК КПРС у 1990—1991 роках. Депутат Верховної ради РРФСР 10—11-го скликань. Народний депутат Російської РФСР (1990—1993).

## Життєпис
З 1954 року працював електрозварником Бежецького паровозобудівного заводу Брянської області.
У 1957 році закінчив Кашинський зооветеринарний технікум Калінінської області.
У 1957—1960 роках — 1-й секретар Кашинського районного комітету ВЛКСМ Калінінської області.
Член КПРС з 1958 року.
У 1960 — січні 1963 року — 2-й секретар Калінінського обласного комітету ВЛКСМ.
У січні 1963 — 1964 року — 1-й секретар Калінінського сільського обласного комітету ВЛКСМ.
У 1964—1965 роках — секретар партійного комітету Бежецького виробничого колгоспно-радгоспного управління Калінінської області.
У 1965—1968 роках — 1-й секретар Сонковського районного комітету КПРС Калінінської області.
У 1966 році закінчив заочно Великолуцький сільськогосподарський інститут.
У 1968—1974 роках — 1-й секретар Кашинського міського комітету КПРС Калінінської області.
У 1974 — листопаді 1979 року — начальник Калінінського обласного сільськогосподарського управління.
20 листопада 1979 — 17 червня 1987 року — голова виконавчого комітету Калінінської обласної ради народних депутатів.
У червні 1987—1989 роках — 1-й заступник голови Комітету народного контролю РРФСР.
У 1989—1990 роках — заступник голови Комітету народного контролю СРСР.
7 червня 1990 — 23 серпня 1991 року — 1-й секретар Тверського обласного комітету КПРС.
У 1990—1993 роках — народний депутат РРФСР, член Ради Національностей Верховної ради Російської Федерації, член Комісії Ради Національностей Верховної ради РФ з національно-державного устрою та міжнаціональних відносин.
У 1994—2000 роках — голова спілки «Сільгоспліс» у Москві.
З 2000 року — на пенсії
Помер 14 лютого 2010 року в Москві. Похований на Перепечинському цвинтарі біля Москви.

## Нагороди і звання
- орден Жовтневої Революції
- орден Трудового Червоного Прапора
- орден «Знак Пошани»
- медалі